# Gouvernement Najib Mikati (3)
Pour les articles homonymes, voir Gouvernement Najib Mikati.
République libanaise
Diab Salam
Le troisième gouvernement Najib Mikati est le gouvernement du Liban du 10 septembre 2021 au 8 février 2025.

## Historique du mandat
Le 10 septembre 2021, le président du Conseil des ministres et son gouvernement prennent officiellement leurs fonctions après une vacance de plein exercice d'une durée de treize mois et dans un contexte de crise économique.
Le 23 juin 2022, Najib Mikati a été une nouvelle fois chargé de former un gouvernement après avoir obtenu le vote de 54 des 128 députés du Parlement.
Le 31 octobre 2022, à l'issue de son mandat de six ans, le président Michel Aoun quitte ses fonctions et rejoint sa résidence privée. Comme en 2014 et 2007, l'absence de successeur désigné avant cette date entraîne une vacance du pouvoir à la tête de l'État à partir de cette date. Cette situation est accentuée par un décret signé par Aoun juste avant son départ, dans lequel il conteste le droit du gouvernement du président du Conseil Najib Mikati à diriger le pays, puisqu'il a accepté la démission de l'exécutif sortant.

## Composition
| Portefeuille                                        | Titulaire | Titulaire               | Parti        |
| --------------------------------------------------- | --------- | ----------------------- | ------------ |
| Président du Conseil des ministres                  |           | Najib Mikati            | TA           |
| Vice-président du Conseil des ministres             |           | Saadé Chami (en)        | PSNS         |
| Ministre des Affaires étrangères (en)               |           | Abdallah Bou Habib (en) | CPL          |
| Ministre de la Défense                              |           | Maurice Slim            | CPL          |
| Ministre de la Justice (en)                         |           | Henri Khoury            | CPL          |
| Ministre de l'Énergie (en)                          |           | Walid Fayad             | CPL          |
| Ministre des Affaires sociales (en)                 |           | Hector Hajjar           | CPL          |
| Ministère du Tourisme (en)                          |           | Walid Nassar            | Ind.         |
| Ministre de l'Industrie                             |           | Georges Bouchikian      | Tashnag (en) |
| Ministre des Télécommunications (en)                |           | Johnny Corm             | MM           |
| Ministre de l'Information (en)                      |           | Georges Kordahi         | MM           |
| Ministre de la Jeunesse et des Sports               |           | Georges Kallas          | Ind.         |
| Ministre du Développement administratif             |           | Najla Riachi            | Ind.         |
| Ministre des Finances (en)                          |           | Youssef Khalil          | Amal         |
| Ministre des Travaux publics et des Transports (en) |           | Ali Hamiyé              | Hezbollah    |
| Ministre du Travail                                 |           | Moustapha Bayram        | Amal         |
| Ministre de l'Agriculture                           |           | Abbas Hajj Hassan       | Amal         |
| Ministre de la Culture (en)                         |           | Mohammad Mortada        | Hezbollah    |
| Ministre de l'Intérieur (en)                        |           | Bassam Maoulaoui        | FM           |
| Ministre de l'Économie                              |           | Amine Salam             | TA           |
| Ministre de la Santé                                |           | Firass Abiad            | FM           |
| Ministre de l'Environnement (en)                    |           | Nasser Yassine          | TA           |
| Ministre de l'Éducation (en)                        |           | Abbas Halabi            | PSP          |
| Ministre des Déplacés                               |           | Issam Charafeddine      | PDL          |